# Іркліївський професійний аграрний ліцей
ДНЗ «Ірклі́ївський професійний аграрний ліцей» — державний навчальний заклад, професійно-технічний навчальний заклад у селі Іркліїв Чорнобаївського району.

## Історія
Ліцей був заснований 1966 року як Іркліївське СПТУ № 19 згідно з наказом Черкаського обласного управління профтехосвіти від 14 вересня № 80 на базі Гельмязівського СПТУ № 17 Золотоніського району (заснованого 1963 року), переведеного до Ірклієва. Училище розмістилось у приміщеннях колишньої школи-інтернату. Першим директором став Пархоменко Лука Радіонович. 2003 року училище було реорганізовано в сучасний заклад, а статус «Державний навчальний заклад» отримало 2010 року, згідно з наказом МОН України від 21 червня № 610.

## Структура
Ліцей має гуртожиток, 8 кабінетів по професійно-технічному циклу, 6 кабінетів по загальноосвітній підготовці, лабораторії (тракторів і автомобілів, сільськогосподарських машин, технології приготування їжі), кухню-лабораторію кондитерів, слюсарну майстерню, пункт технічного обслуговування і ремонту машин, автотрактодром. Машинно-тракторний парк налічує 12 тракторів, 5 автомобілів, 4 комбайни та 20 сільськогосподарських машин.
Працюють спортивні секції з волейболу, футболу, настільного тенісу, дзюдо, діють гуртки художньої самодіяльності (вокальний ансамбль та гурток художнього слова).

## Керівники
- 1966—1969 — Пархоменко Лука Радіонович
- 1969—1973 — Чепинога Михайло Логвинович
- 1973—1975 — Давидков Олексій Васильович
- 1975—1980 — Панасенко Юрій Іванович
- 1980—1999 — Лазоренко Іван Іванович
- 1999—2001 — Бреус Володимир Свиридович
- 2001—2015 — Тимошенко Микола Олексійович
- 2015 - 2018 - Жулінська Ніна Василівна

## Педагогічний колектив
У ліцеї працюють 35 педагогів, з яких 10 викладачів та 15 майстрів. Педагогічне звання «старший викладач» мають 2 особи, вищу категорію мають 4 особи, першу категорію — 6 осіб.

## Спеціальності
Ліцей готує робітників за такими спеціальностями:
- на базі повної середньої освіти
  - тракторист-машиніст сільськогосподарського виробництва
  - слюсар з ремонту сільськогосподарських машин та устаткування
  - водій автотранспортних засобів
  - кухар
  - кондитер
  - електрозварник ручного зварювання
- на базі загальної середньої освіти
  - тракторист-машиніст сільськогосподарського виробництва
  - водій автотранспортних засобів
  - обліковець
  - оператор комп'ютерного набору
  - кухар
  - кондитер